# Famille von Blanckenburg
La famille von Blanckenburg, également : Blankenburg, est une ancienne famille noble de l'Uckermark, qui a pu s'étendre entre-temps au Mecklembourg, la Poméranie et via le Nouvelle-Marche, à la Pologne ou à la Prusse-Occidentale.

## Histoire
Les Blanckenburg auraient été cités dans des documents dès 1173 dans le Mecklembourg. En Poméranie, la famille apparaît pour la première fois avec Anselm von Blankenborch en 1253 et se nomme d'après sa maison ancestrale près de Prenzlau. Avec l'Ordre teutonique, la famille s'installe également dans la région de  Mansfeld. Alors que la lignée de Mecklembourg s'éteint dès la fin du XVIIe siècle, d'autres lignées se sont étendues à la Posnanie et à la Silésie.
Dès le Moyen Âge, la famille apparaît en trois branches dont le lien précis n'est pas établi avec certitude.
L'ancêtre de la branche A au XVe siècle est Alter Hasso à Moitzelin. Ses descendants se sont divisés en deux branches, dont la branche polono-silésienne, après avoir été élevée au rang de baron le 22 avril 1799, s'éteint au milieu du XIXe siècle. La deuxième branche, poméranienne et thuringienne, s'est transplantée à Hambourg avec Werner Venz vers 1880. L'officier prussien et homme de lettres Christian Friedrich von Blanckenburg (de) (1744-1796) appartient également à la branche A. Tous les membres ultérieurs de cette branche sont des descendants du major prussien Karl Julius Eduard von Blanckenburg (1802-1898).
Le branche B est fondée par Richard von Blanckenburg qui, vers 1450, est seigneur héréditaire de Rogzow, Leppin, Blauentin, Petershagen et Moitzelfitz vers 1450. Ses descendants se sont divisés en trois branches, la première et la troisième, fondées respectivement par Georg Heinrich von Blanckenburg (1717-1779) et Peter Ludwig von Blanckenburg (1728-1798), s'étant également éteintes au XIXe siècle, mais la deuxième, fondée par Henning Anselm von Blanckenburg (1720-1775), ayant perduré. Henning Karl Moritz von Blanckenburg (1815-1888), conseiller privé prussien, directeur général des terres, ainsi qu'héritier de Zimmerhausen et de Kardemin poursuit cette lignée.
La branche C débute avec Hans von Blanckenburg, qui est seigneur héréditaire de Karkow en 1471. Karkow reste en possession de la famille jusqu'en 1804, Strahmin est acquis en 1794 et Strippow en 1805. Hermann Georg Ferdinand von Blanckenburg (1797-1880), héritier de Strippow, est l'ancêtre de tous les membres ultérieurs de cette lignée.
Une association familiale existe depuis 1886.
La famille ne doit pas être confondue avec les comtes du Harz de Blankenburg (de), qui sont apparus dans les principales branches de Rheinstein, Regenstein et Heimberg et s'éteignent en 1599.
Les von Blankenburg, nobilisés avec leur ancêtre, le colonel prussien Heinrich von Blankenburg, le 1er décembre 1884 à Berlin par ordre extraordinaire du cabinet von Blankenburg, n'appartiennent pas non plus à la famille, même si la similitude des armoiries laisse supposer une parenté.

## Blason

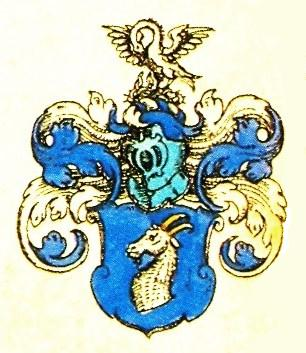
Armoiries de la famille von Blanckenburg

Les armoiries de la famille montrent une tête et un cou en argent tournés latéralement d'une chèvre (ou d'un bélier) dans le bouclier bleu. Sur le casque aux lambrequins bleus et argentés un pélican tourné vers la droite sur le nid nourrit ses trois poussins.
Les armoiries du diplôme de 1885 des Blankenburg, qui sont éé anoblis en 1884, montrent un pélican argenté à armure dorée sur son nid avec trois jeunes dans un bouclier noir sur un mur doré à quatre coins. Sur le casque avec des lambrequins noirs et argentés, un hibou de couleur naturelle est assis sur un rouleau de papier blanc, prêt à voler.

## Personnalités
- Jacob von Blanckenburg (de) (1530-1590), noble de Mecklembourg et propriétaire du monastère de Wiederstedt
- Otto von Blanckenburg (de) (1535-1605), commandant
- George Heinrich von Blanckenburg (de) (1717–1779), administrateur de l'arrondissement de Schivelbein (de)
- Christian Friedrich von Blanckenburg (de) (1744-1796), érudit littéraire
- Friedrich von Blankenburg (de) (1786–1850), lieutenant général prussien
- Moritz Karl Henning von Blanckenburg (1815-1888), homme politique prussien
- Hermann Leopold Ludwig von Blankenburg (1851-1922), lieutenant général prussien
- Gustav Friedrich Rudolf von Blankenburg (1852-1917), général de division prussien
- Richard von Blanckenburg (de) (1854-1926), homme politique, député de la Chambre des seigneurs de Prusse
- Günther von Blanckenburg (de) (1858-1932), homme politique, député de la Chambre des représentants de Prusse, administrateur de l'arrondissement de Samter
- Albrecht von Blanckenburg (né en 1956), professeur de musique, auteur de recueils de chansons, compositeur, musicien
- Friedhelm von Blanckenburg (de) (né en 1958), géochimiste allemand [1]
- Korbinian von Blanckenburg (de) (né en 1979), professeur d'université allemand

## Témoignage matériel
Dans l'église Saint-Nicolas de Pretzsch (de), il y a une épitaphe de pierre tombale en grès incrustée dans le mur nord du chœur avec un bas-relief de Margaretha von Blankenburg, née von Haugwitz (1571-1629), épouse de Joachim Ernst von Blankenburg.